# (25657) Berkowitz
Pour les articles homonymes, voir Berkowitz.
(25657) Berkowitz est un astéroïde de la ceinture principale d'astéroïdes.

## Description
(25657) Berkowitz est un astéroïde de la ceinture principale d'astéroïdes. Il fut découvert le 5 janvier 2000 à Socorro (Nouveau-Mexique) par le projet LINEAR. Il présente une orbite caractérisée par un demi-grand axe de 3,01 UA, une excentricité de 0,15 et une inclinaison de 2,6° par rapport à l'écliptique.

## Compléments